# Typhlodromus totifolianensis
Typhlodromus totifolianensis är en spindeldjursart som beskrevs av E.M. El-Banhawy och Abou-Awad 1991. Typhlodromus totifolianensis ingår i släktet Typhlodromus och familjen Phytoseiidae. Inga underarter finns listade i Catalogue of Life.